# Музей керамічної плитки та сантехніки
Музей керамічної плитки та сантехніки — музей присвячений керамічним виробам і сантехніки та їх історії. Розташований у місті Харків, Харківської області, на Героїв Харкова, 257а. Відкритий 23 серпня 2003 року.

## Історія
Заснований 23 серпня 2003 року на честь 60-річчя визволення Харкова від нацистської окупації. Наповнення колекції відбувалось за принципом збереження того, що викидалось на смітник під час перебудування будинків чи кімнат. Частина збереженого приноситься самими відвідувачами. Поява у липні 2005 року кахельної печі заводу Василя Петрова супроводжувалась скандалом серед суспільства, де музей зайняв позицію збереження експоната, а частина громадськості — недопущення демонтування старої печі пам'ятки з садиби Щербиніних. Софія Проскура заявила на цю ситуацію так:
| Напівзруйноване приміщення, в якому вони зберігаються, призведе до того — вже призвело, — що від цієї печі кахельною залишилася десь половина, 50%, а з цих 50-ти відсотків дев'яносто відсотків напівзруйновані кахлі — вони вже втратили і блиск, і зовнішній вигляд. І якщо ще залишити на два-три місяці в такому стані цю продукцію, кахлі перетворяться у купу щебеню, у купу глини, більше від цього нічого не залишиться[1] Оригінальний текст (рос.) Полуразрушенное помещение, в котором они сохраняются, приведет к тому — уже привело, — что от этой печи изразцовой осталась где-то половина, 50 %, а из этих 50-ти процентов девяносто процентов полуразрушенные изразцы — они уже потеряли и блеск, и внешний вид. И если еще оставить на два-три месяца в таком состоянии эту продукцию, изразцы превратятся в кучу щебенки, в кучу глины, больше от этого ничего не останется |

## Експонати
Фонд експонатів налічує понад 1000 експонатів. Основа експонатів — плитка. Більша частина керамічних плиток є від Товариства барона Берґенгейма. Збережені також зразки плитки промислового мистецтва Василя Кричевського. У зберіганні наявна цегла, італійські та іспанські декоративні фризи — ХХ століття, із застосуванням ручної праці, плінфа майстра Макоступа зі сколотим кутом, сантехніка і фаянс. Дві кахельні печі ХІХ століття в натуральну величину. Перша — 1894 року Могилівської губернії. Друга — 1840 року заводу Петрова, Харкова.

## Контакти
Адреса: 61091 проспект Героїв Харкова, 257а, Харків, Харківська область, Україна 

Керівник: Проскура Софія Іванівна

## Галерея

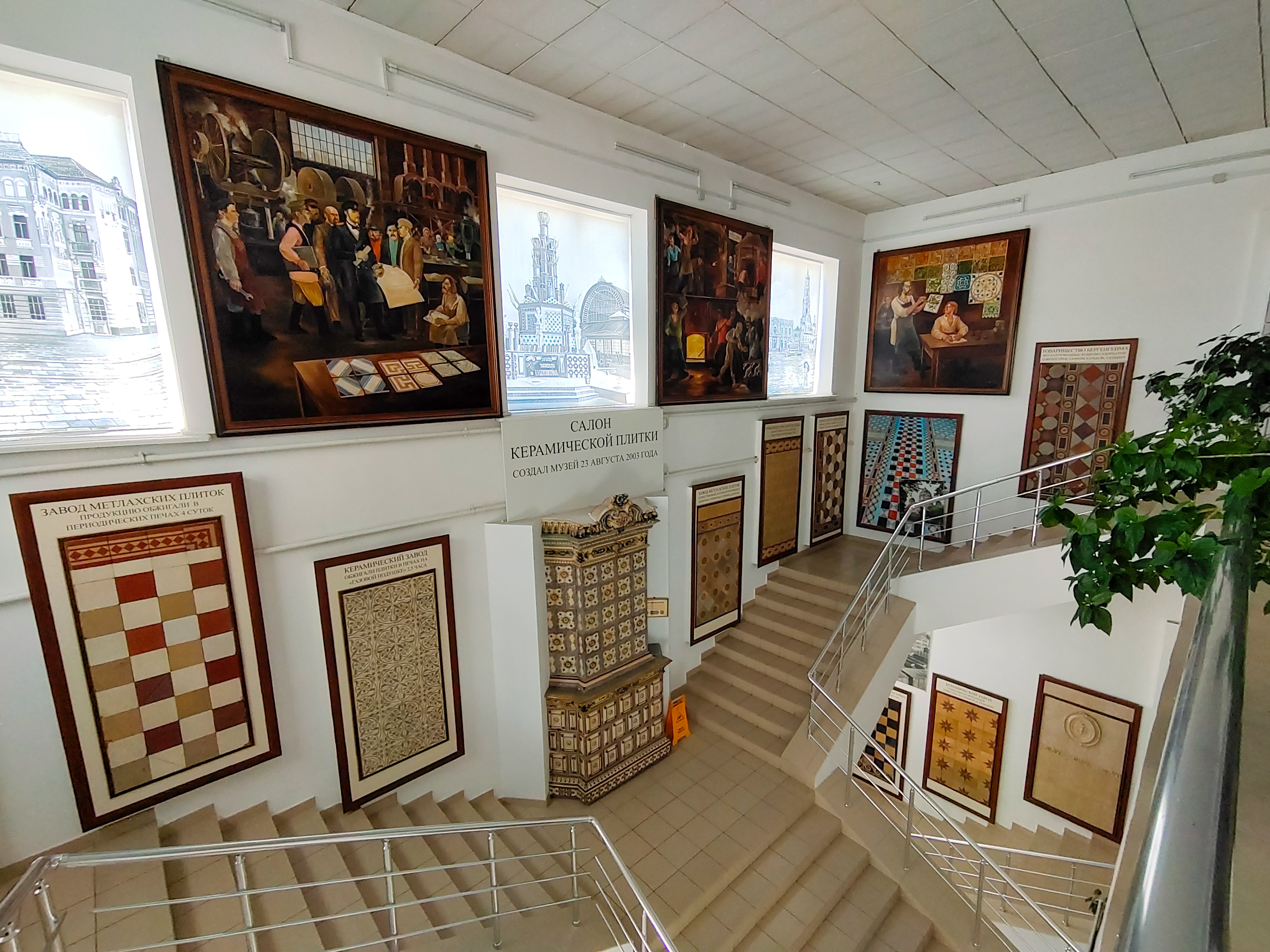
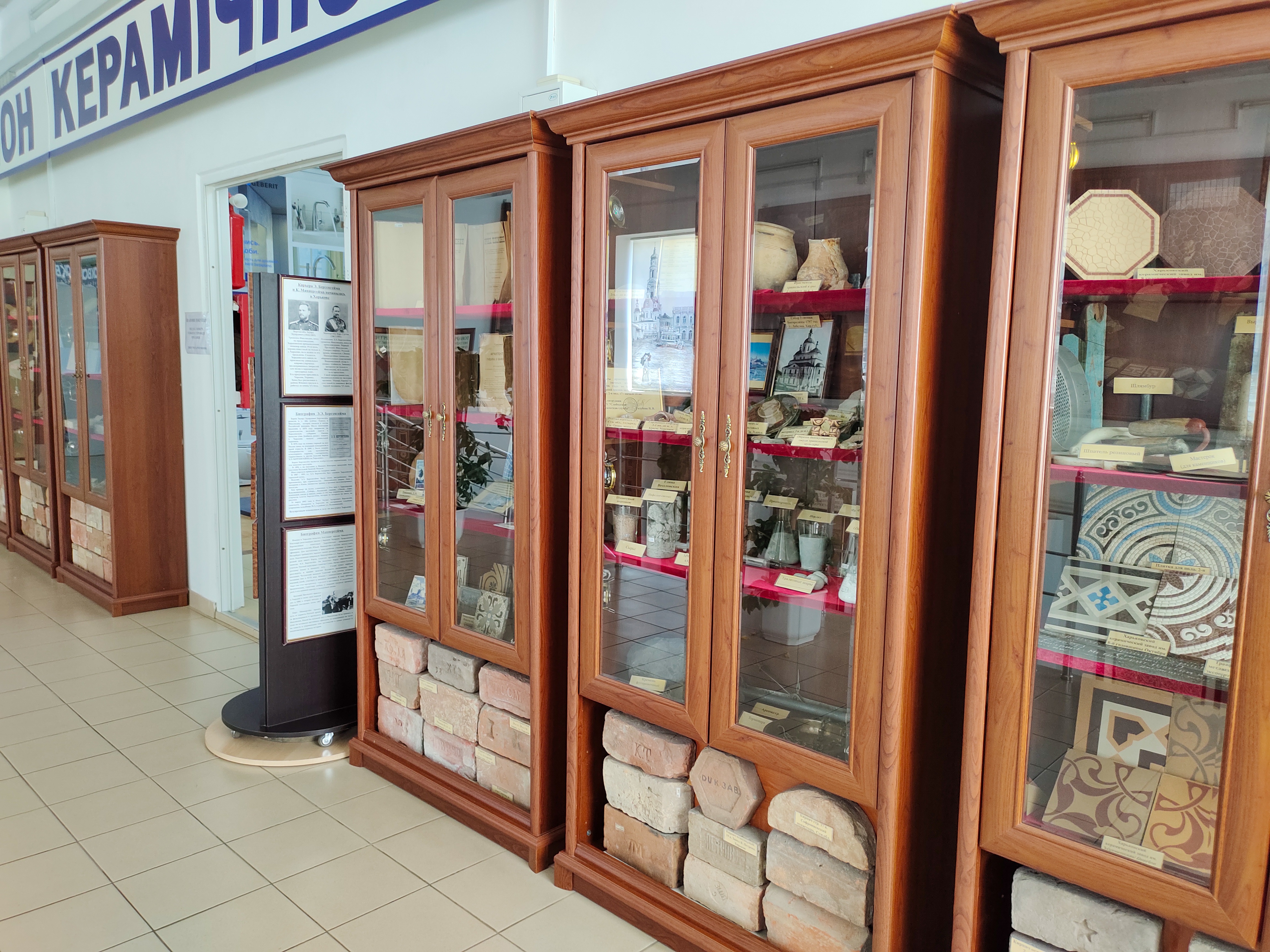
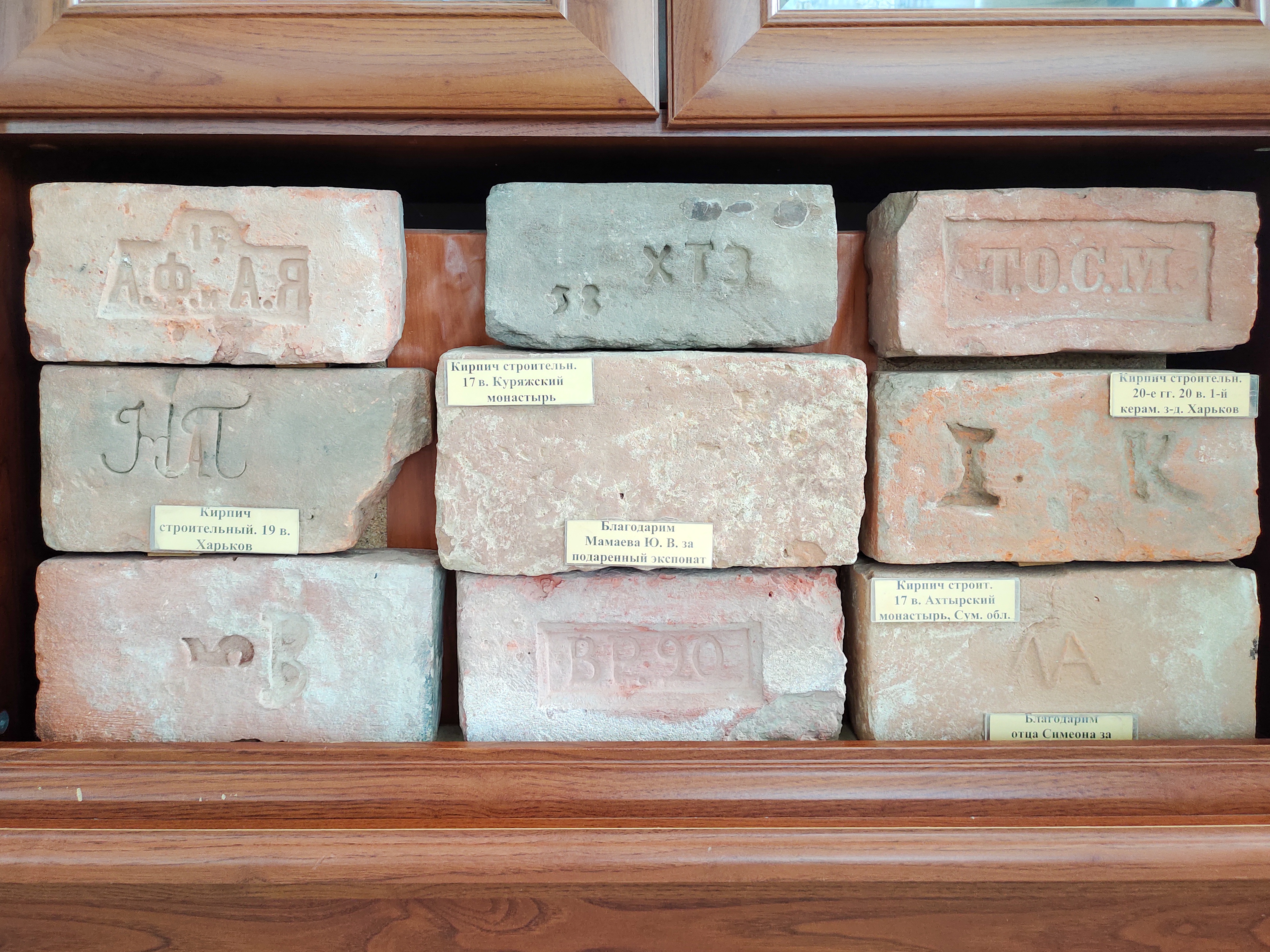
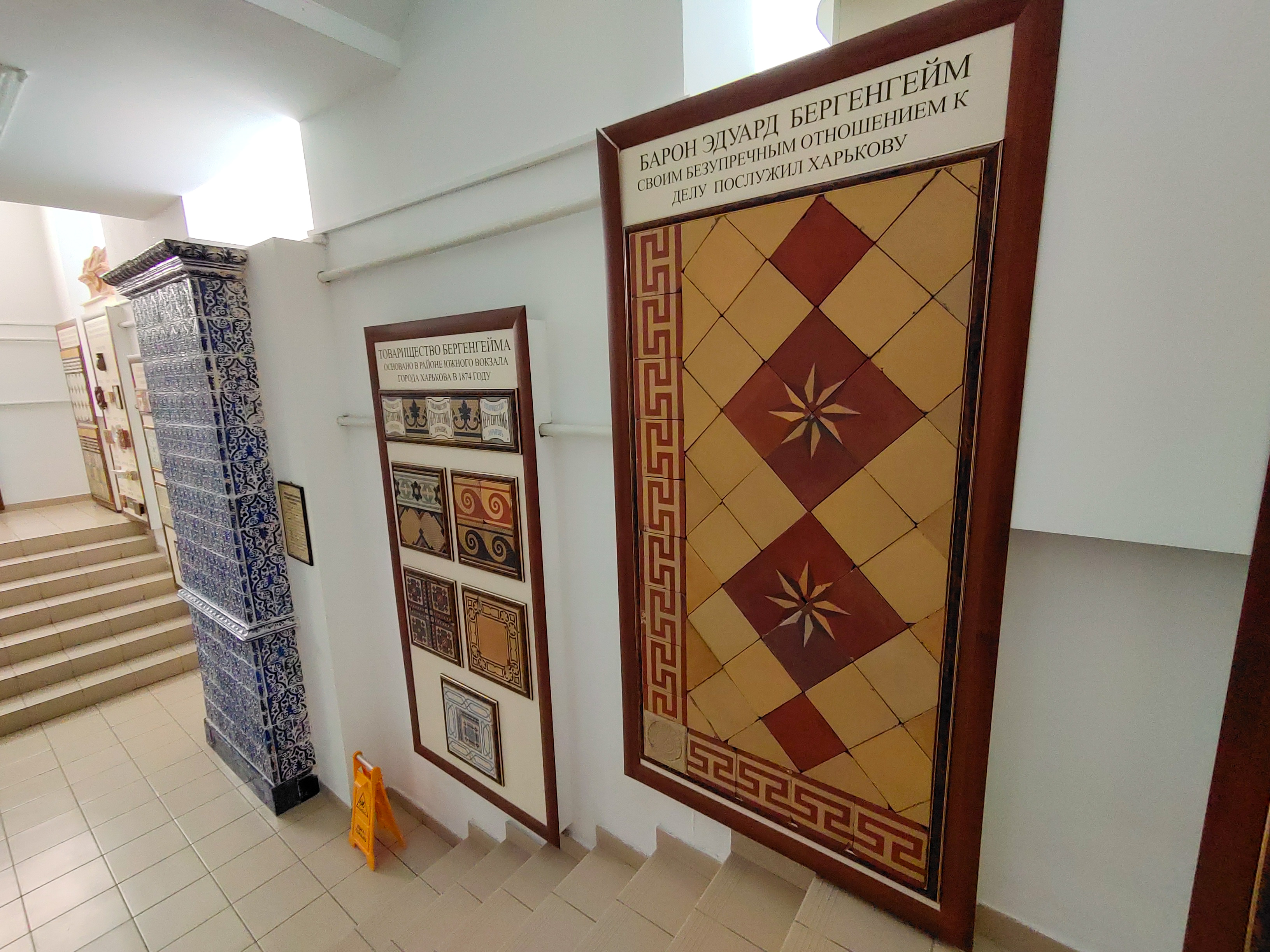
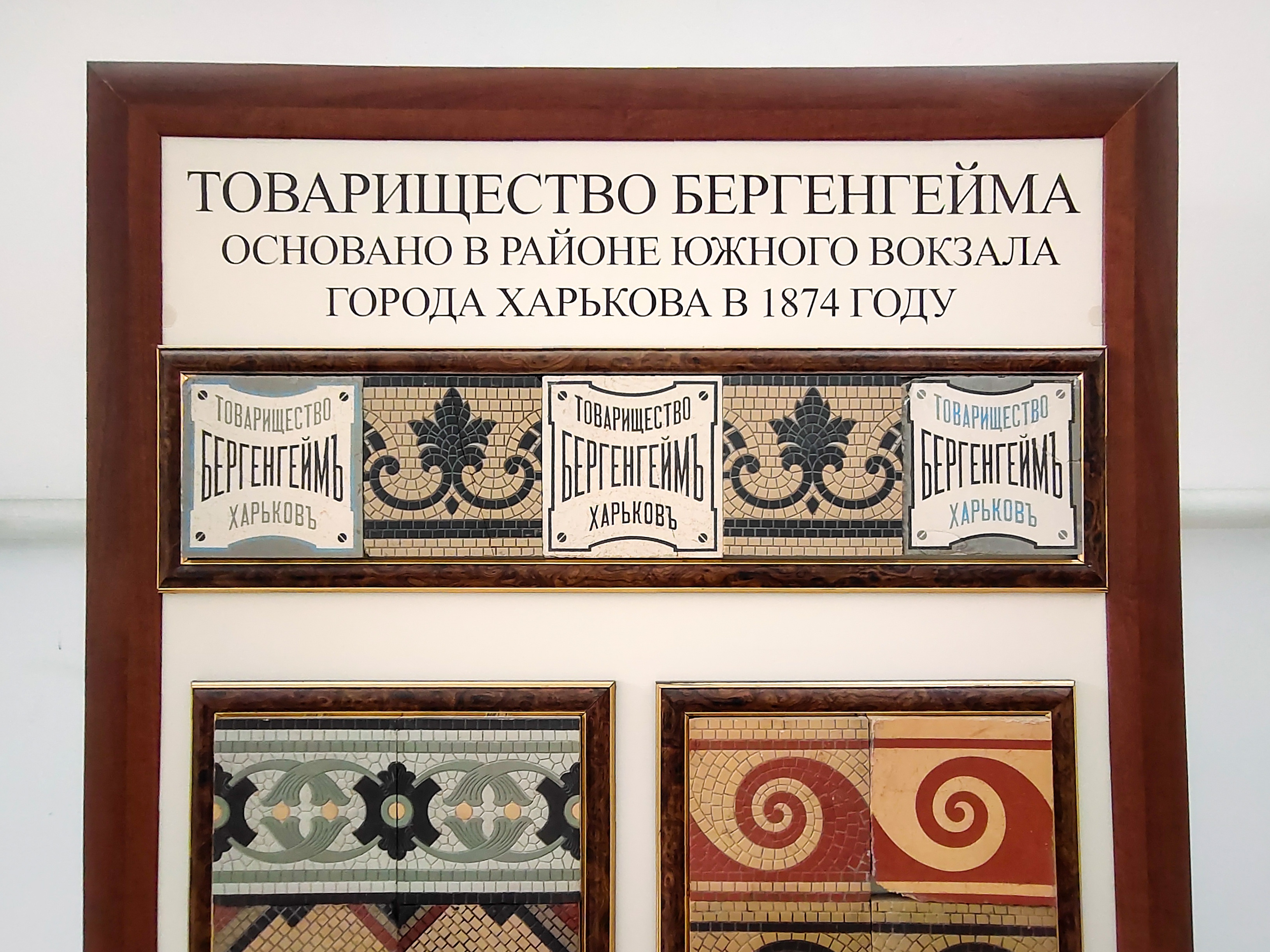